# 国际象棋盘与麦粒问题
国际象棋盘与麦粒问题（麦粒也作米粒），是一个数学问题。该问题大致表述如下：
若在国际象棋盘上放置麦粒，第1个棋格放1粒，此后每一棋格放置的麦粒数是前一棋格的2倍，问放满棋盘上所有棋格需要多少麦粒？

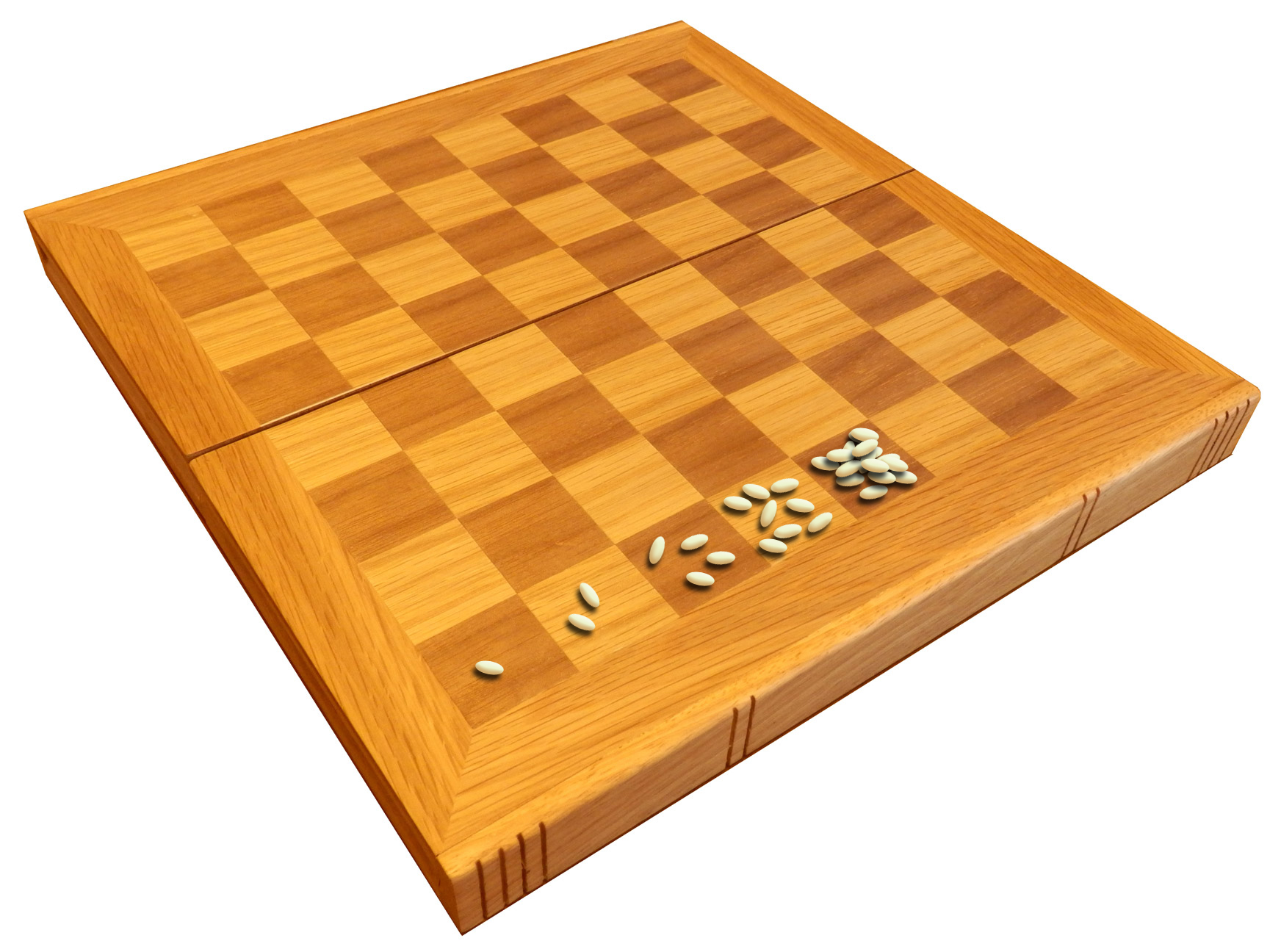
在这个棋盘上，有五个格子摆有米粒，棋盘上有米粒。

这个问题是一个等比数列的求和问题，答案为18446744073709551615。与直觉相悖，这个问题的答案高达十的十九次方，数倍于地球上的昆虫总数，因此这个问题经常被用来说明指数增长的速度。

这个问题经常会和下面这个投资问题同时出现：
选择100万元，还是选择在一个月内每天翻倍的一分钱？
在这个投资问题中，由于公历的月份有大月和小月之分，最终第二项的获利至少在200万元以上，最多时超过1000万元。这个问题说明，像棋盘上的米粒一样，复利的增长速度十分惊人。

## 历史
这个问题的背景有多个版本，其中最早的版本见于伊斯兰教沙斐仪派学者伊本·哈利坎在1256年的记载。
流传较广的版本则是国王赏赐国际象棋的发明者。相传古印度的一位国王因为象棋的发明而赏赐象棋的发明者（一说为西萨，一位古印度宰相），此人要求国王根据数米问题的答案赏赐他粮食。国王起初认为他要求的赏赐过少，但是后来仓库管理员发现这个人要求的粮食比国王国库里的粮食多出上千倍。故事的后续发展有不同版本：有的版本里象棋发明者成为了国王的高级顾问，有的版本里发明者则因为贪得无厌而被处决。

## 求解
这个问题的实质是求解数列{\displaystyle a_{n}=2^{n-1}}的前64项和：
{\displaystyle S=2^{0}+2^{1}+2^{2}+2^{3}+\cdots +2^{63}}
这个和式也可以用sigma记号记为：
{\displaystyle S=\Sigma _{n=0}^{63}2^{n}}
将和式中的每一项乘以2可得：
{\displaystyle 2S=2^{1}+2^{2}+2^{3}+\cdots +2^{63}+2^{64}}
用此式减去上式得：
{\displaystyle S=2^{64}-1=18446744073709551615}